# La Source sacrée
La Source Sacrée (The Sacred Fount) est un roman américain de l'écrivain Henry James, publié en 1901.

## Personnages principaux
- Le narrateur
- Gilbert Long
- Mrs. Brissenden, surnommée Mrs. Briss
- Ford Obert
- May Server

## Résumé
À la gare, dans l'attente du train qui doit l'emmener pour le week-end à une élégante partie de campagne, le narrateur croise deux connaissances de longue date, dont la personnalité, depuis qu'ils sont mari et femme, s'est sensiblement transformée. Gilbert Long, autrefois un bellâtre assez sot, pour ne pas dire stupide, est aujourd'hui doté d'une étonnante finesse d'esprit. Sa nouvelle épouse, Mrs. Brissenden, autrefois renommée pour sa laideur, apparaît maintenant plus jeune bien que Gilbert Long ait bien dix ou vingt ans de moins qu'elle. Le narrateur échafaude illico une explication facile : cette femme en épousant un beau jeune homme en a fait sa source de jouvence, puisant dans l'acte sexuel la vitalité de son mari, comme un vampire le sang de ses victimes. Or, Mrs. Brissenden, que tout le monde surnomme Mrs Briss, n'a jamais été douée d'une intelligence remarquable. Aussi, le narrateur en vient à supposer que, pour Gilbert Long, la source sacrée de sa nouvelle assurance, lui vient probablement d'une certaine Lady John.
Pendant le week-end à la campagne, le narrateur impose à tous l'exposé de sa théorie. Les échanges nombreux qu'il suscite, notamment avec l'artiste Ford Obert, l'amènent à nuancer ses idées. Il remarque qu'une certaine May Server, invitée elle aussi, pourrait bien être la source des changements remarqués chez Gilbert Long. Il suppose en fait que les relations en société permettent à chacun de puiser dans l'essence vitale des autres, ou encore, que certains agissent comme des écrans et empêchent, par exemple, des amoureux de développer leurs sentiments. 
Un soir, Mrs. Briss prend à partie le narrateur pour lui dire combien elle trouve ridicules pareilles élucubrations. Elle donne pour preuve que, perdu dans ses abstractions, il n'a jamais rien compris aux réelles relations entretenues entre les invités pendant leur séjour. Elle lui jette au visage qu'il est dément, et sur ces mots, laisse le narrateur pantois et consterné.

## Particularités du roman
Dans la New York Edition (1907-1909), édition complète de ses romans et nouvelles, Henry James n'inclut pas ce roman : une de ses rares omissions qui laisse croire que l'écrivain n'était pas satisfait de La Source sacrée.

## Éditions
Éditions originales en anglais
- (en) Henry James, The Sacred Fount, New York, Charles Scribner's Sons, 1901 — Édition américaine
- (en) Henry James, The Sacred Fount, Londres, Methuen, 1901 — Édition britannique

Éditions françaises
- (fr) Henry James (auteur) et Jean Pavans (traducteur), La Source sacrée [« The Sacred Fount »], Paris, Éditions de la Différence, coll. « Littérature », 1984, 232 p. (ISBN 2-7291-0139-X, BNF 34779197)
- (fr) Henry James (auteur) et Jean Pavans (traducteur) (trad. de l'anglais), La Source sacrée [« The Sacred Fount »], Paris, Christian Bourgois éditeur, coll. « 10/18 no 2195 », 1991, 334 p. (ISBN 2-264-01532-2, BNF 35461330)
- (fr) Henry James (auteur) et Jean Pavans (traducteur) (trad. de l'anglais), La Source sacrée [« The Sacred Fount »], Paris, Éditions Gallimard, coll. « Folio no 4190 », 2005, 372 p. (ISBN 2-07-042056-6, BNF 39973959)

## Sources
- (en) Edward Wagenknecht. The Novels of Henry James, New York: Frederick Ungar Publishing Co., 1983  (ISBN 0-8044-2959-6)
- (en) Robert Gale. A Henry James Encyclopedia, New York: Greenwood Press, 1989  (ISBN 0-313-25846-5)